# Solanum rigescens
Solanum rigescens là loài thực vật có hoa trong họ Cà. Loài này được Jacq. miêu tả khoa học đầu tiên.